# Фельдт, Маркус
Ульф Ма́ркус (Ма́кан) Фельдт (швед. Ulf Marcus "Mackan" Feldt; род. 17 сентября 1970, Уппсала) — шведский кёрлингист.
В составе мужской сборной Швеции участник зимних Олимпийских игр 1998 года.

## Достижения
- Чемпионат мира по кёрлингу среди мужчин: золото (1997), серебро (1998, 2000).

## Команды
| Сезон   | Четвёртый      | Третий        | Второй           | Первый           | Запасной      | Турниры                                          |
| ------- | -------------- | ------------- | ---------------- | ---------------- | ------------- | ------------------------------------------------ |
| 1996—97 | Маркус Фельдт  | Sven Olsson   | Morgan Eriksson  | Ronney Goransson |               |                                                  |
| 1996—97 | Пейя Линдхольм | Томас Нурдин  | Магнус Свартлинг | Петер Наруп      | Маркус Фельдт | ЧМ 1997                                          |
| 1997—98 | Пейя Линдхольм | Томас Нурдин  | Магнус Свартлинг | Петер Наруп      | Маркус Фельдт | ЧЕ 1997 (4 место) · ЗОИ 1998 (6 место) · ЧМ 1998 |
| 1999—00 | Пейя Линдхольм | Томас Нурдин  | Магнус Свартлинг | Петер Наруп      | Маркус Фельдт | ЧМ 2000                                          |
| 2003—04 | Маркус Фельдт  | Sven Olsson   | Stefan Goransson | Эрик Карлсен     |               |                                                  |
| 2005—06 | Sven Olsson    | Маркус Фельдт | Ronney Goransson | Tobias Goransson |               |                                                  |
| 2012—13 | Sven Olsson    | Маркус Фельдт | Urban Backman    | Erik Westling    | Thomas Feldt  |                                                  |

(скипы выделены полужирным шрифтом)